# Kamenná (district de České Budějovice)
Pour les articles homonymes, voir Kamenná.
Kamenná (en allemand : Sacherles) est une commune du district de České Budějovice, dans la région de Bohême-du-Sud, en République tchèque. Sa population s'élevait à 316 habitants en 2023.

## Géographie
Kamenná se trouve à 8 km au sud-sud-est de Trhové Sviny, à 26 km au sud-est de České Budějovice et à 146 km au sud de Prague.
La commune est limitée par Čížkrajice et Trhové Sviny au nord, par Žár à l'est, par Horní Stropnice au sud et par Benešov nad Černou et Slavče à l'ouest.

## Histoire
La première mention écrite du village date de 1349.

## Administration
La commune se compoe de trois sections :
- Kamenná
- Klažary
- Kondrač

## Transports
Par la route, Kamenná se trouve à 15 km du centre de Nové Hrady, à 30 km de České Budějovice et à 180 km de Prague.